# Pianoconcert nr. 3 (Adler)
Samuel Adler componeerde zijn Pianoconcert nr. 3 in 2003. Het is geschreven voor piano en strijkinstrumenten.
Hij schreef het werk op verzoek van de Rivers muziekschool in Weston (Massachusetts), dat een seminarie hield over hedendaagse muziek voor jonge mensen. Het werk past qua klank niet bij de pianoconcerten van begin 20e eeuw, het is een modern klinkend concert met de daarbij behorende dissonanten. Voor wat betreft structuur is er sprake van een romantisch pianoconcert. Alhoewel in één deel geschreven, bevat het drie duidelijk te onderscheiden secties, die verwijzen naar de gebruikelijke indeling; een (relatief) snel deel wordt gevolgd door een (relatief) langzamer en doordachter deel. Het derde deel is dan weer (relatief) snel qua tempo en laat het thema uit het eerste deel weer terugkomen. Het werk sluit af met een tonaal slotakkoord.
De eerste uitvoering vond plaats op 4 april 2004 in de school. De eerdere pianoconcerten van Adler dateren van 1983 en 1997.

## Discografie
- Uitgave Naxos: Laura Melton, Bowling Green Orchestra o.l.v. Emily Freeman Brown

## Bron
- de compact disc
- samadler.com